# Ховрила (Марамуреш)
Ховрила (рум. Hovrila) насеље је у Румунији у округу Марамуреш у општини Шомкута Маре. Oпштина се налази на надморској висини од 353 m.

## Становништво
Према подацима из 2002. године у насељу је живело 322 становника, од којих су сви румунске националности.